# Вега (ракета)
Вижте пояснителната страница за други значения на Вега.
ВЕГА (VEGA – Vettore Europeo di Generazione Avanzata, Европейска ракета носител от напреднало поколение) е ракета носител за еднократна употреба, разработвана от Италианската и Европейската космически агенции от 1998 година с първи осъществен полет на 13 януари 2012 година от Космически център Гвиана.
Тя е проектирана да извежда малки товари: 300 – 2500-килограмови изкуствени спътници за научни и наблюдателни мисии в полярна и ниска околоземна орбита. Носи името на звездата Вега. Ракетата се състои от три твърдогоривни степени – P80 е първата степен, Zefiro 23 е втората степен, Zefiro 9 е третата степен, а четвъртата степен работи на течно гориво и се казва AVUM.
Технологиите, разработени за P80 ще се използват и за бъдещото развитие на ракетите Ариана. Италия е главния участник в програмата с 65% дял, а останалите участници са Франция с 12,43%, Белгия с 5,63%, Испания с 5%, Нидерландия с 3,5%, Швейцария с 1,4% и Швеция с 0,8%.

## Полезен товар
Според Арианаспейс ВЕГА може да изведе товар с маса 1500 kg в кръгова полярна орбита с височина 700 km.
Компанията представя своята ракета като система разработена за извеждане на полезни товари в НЗО и ССО. В квалификационния полет на ВЕГА тя извежда изкуствения спътник LARES в кръгова орбита на височина 1450 km с инклинация 69,5 градуса.

## Тестване на двигателите
Всеки от трите твърдогоривни двигатели на Вега трябва да бъде квалифициран след два тестови старта: един за развитие на дизайна и един за финална конфигурация.

### Zefiro 9
Първият завършен двигател е Zefiro 9 – двигателя на третата степен. Първият тест е проведен на 20 декември 2005 година и завършва с успех.
Вторият тест на двигателя е проведен на 28 март 2007 година. След 35 секунди работа налягането в двигателя рязко спада, което води до удължаване на времето за реакция на горивото.

### Zefiro 23
Zefiro 23 – двигателят на втората степен – е тестван за първи път на 26 юни 2006 година. Тестът е успешен.
Второто тестово запалване на Zefiro 23 се провжда на 27 март 2008 година, завършвайки с успех. Това квалифицира двигателя на ракетата.

### P80
Първият тест на двигателя на първата степен – P80 – се провежда на 30 ноември 2006 година. Тестът е успешен.
Второто стартиране на двигателя се провжда на 4 декември 2007 година. Двигателят генерира 190 тона тяга в продължение на повече от 111 секунди, което довжда до квалифицирането му.

## План на изстрелванията
През 2009 г. се е очаквало първото изстрелване на ВЕГА да се състои през ноември 2010 година, но по-късно е променено за началото на 2012 година. След първият тестови полет ЕКА възнамерява да направи втори и следващи четири полета като част от „Програма ВЕРТА“.
Италианският излседователски център по въздухоплаване смята да направи изстрелване на тестовата ракета с обозначение „FTB-X“ през 2012 година.
Първият полет на ВЕГА е осъществен на 13 февруари 2012 година, като мисията завършва с успех.

## Характеристика
|                 | Първа степен | Втора степен | Трета степен | Четвърта степен |
| --------------- | ------------ | ------------ | ------------ | --------------- |
| Двигател        | P80          | Zefiro 23    | Zefiro 9     | AVUM            |
| Височина        | 10,5 m       | 7,5 m        | 3,85 m       | 1,74 m          |
| Диаметър        | 3 m          | 1,9 m        | 1,9 m        | 1,9 m           |
| Гориво          | 88 t         | 23,9 t       | 10,1 t       | 0,55 t          |
| Максимална тяга | 3040 kN      | 1200 kN      | 213 kN       | 2,45 kN         |
| Време на работа | 107 s        | 71,6 s       | 117 s        | 315,2 s         |

Бъдещите версии на ВЕГА (Програма Лира) ще разполагат с нови, евтини трета и четвърта степен, работещи с течен кислород и въглеводород, както и с нова система за навигация. Целта е да се повиши производителността до полярна орбита на 2000 kg.